# Михаил Михайлов (политик)
Вижте пояснителната страница за други личности с името Михаил Михайлов.
 Михаил (Мишел) Ташков Михайлов е български политик от първата половина на XX век, деец на опозиционния Българският земеделски народен съюз – Никола Петков в годините на народната демокрация, депутат в VI велико народно събрание (1946 - 1947).

## Биография
Роден е на 28 юни 1891 година в София, в семейството на бежанци от Битолско, Македония. Участва като запасен редник от I пехотен Софийски полк в Балканската война (1912-1913) и в Междусъюзническата война на гръцкия фронт, където е ранен. След войните започва да учи финанси в Брюксел, но се завръща в България, за да участва с I полк и в Първата световна война (1915-1918). Отличен е с медали за участието във войните.
Приема идеите на Българския земеделски народен съюз, покрай приятелството си със земеделския лидер Г. М. Димитров. В 1941 година е осъден задочно на 15 година на земеделското дело № 634 заедно с Г. М. Димитров и други. Михайлов успява да избяга в Букурещ при сестра си.
Михайлов остава със семейството си в Букерещ до Деветосептемврийския преврат в 1944 година. Новото правителството на Отечествения фронт го кани да се върне в България, за да получи акредитивни писма за посланик в Букурещ, но при завръщането си през октомври е арестуван и въдворен в Трудово-възпитателно общежитие „Заград“, където остава до изборите за Велико народно събрание в 1946 година. Кандидат е за депутат от опозицията от Видинска околия, тъй като владее румънски език и това му помага в кампанията между власите. Избран е за народен представител в VI велико народно събрание. След ареста на лидера на опозицията Никола Петков, Михайлов заедно с още 89 опозиционни депутати е отстранен от Събранието. Арестуван е и Държавна сигурност го въдворява в лагера „Куциян“. В началото на 1950 година е въдворен за една година в концлагера „Белене“. На 18 февруари 1952 година Върховният съд го осъжда на затвор и Михайлов лежи лежи 5 години и 4 месеца в Плевенския затвор. Освободен е след помилване през април 1956 година.
Живее в селата около София, тъй като му е забранено да се установява в града. Работи като пазач в склад за въглища в Панчарево. Умира в 1969 година.
На 30 декември 1991 година Върховният съд на Народна република България отменя присъдата на Върховния съд от 1952 година.
Внук на Михаил Михайлов е естрадният певец Михаил Йончев.